# Jean Catelas

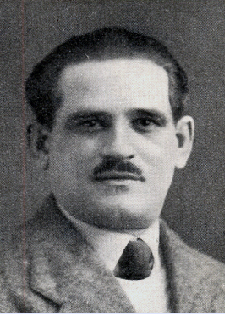
Jean Catelas

Jean Joseph Catelas (* 6. Mai 1894 in Puisieux; † 24. September 1941 in Paris) war ein französischer Kommunist und Politiker.

## Leben
Catelas wurde 1894 als siebtes von neun Kindern in eine arme Familie geboren. Nach Beendigung der Schule im Alter von 12 Jahren arbeitete er mit seinem Vater in einer Strumpfwarenfabrik, bevor er 1914 im Zuge des Ersten Weltkriegs zur Infanterie eingezogen wurde. Er nahm unter anderem an der Schlacht um Verdun teil und wurde mit dem Croix de guerre sowie der Médaille militaire ausgezeichnet.
Nach dem Krieg begann Catelas als Bremser bei der Nordfranzösischen Eisenbahn und trat 1921 in die Kommunistische Partei Frankreichs (KPF) ein. 1924 wurde er Schaffner.
Nachdem er 1932 in Amiens noch erfolglos für ein Abgeordnetenmandat kandidiert hatte, wurde Catelas dort 1936 in die Abgeordnetenkammer der Dritten Republik gewählt und im Dezember 1937 ins Zentralkomitee der KPF berufen. Ab 1938 nahm er auf Seiten der Internationalen Brigaden am Spanischen Bürgerkrieg teil und verließ mit Dolores Ibárruri als einer der letzten Kommunisten Spanien.
Am 13. Mai 1941 wurde Catelas durch das Vichy-Regime verhaftet und am 21. September 1941 zum Tode verurteilt.  Am 24. September 1941 wurde er zur Vergeltung für das Attentat des Résistance-Kämpfers Pierre Georges auf den deutschen Offizieranwärter Alfons Moser an der Metro-Station Barbès – Rochechouart im Gefängnis La Santé durch die Guillotine hingerichtet. Kurz bevor er sich unter das Fallbeil legen musste, stimmte er die von Vichy unterdrückte Marseillaise an. Catelas wurde 47 Jahre alt.